# Romano R.90
Die Romano R.90 ist ein französisches Jagdflugzeug der 1930er Jahre. Sie existierte nur als Prototyp.

## Entwicklung
Die R.90 entstand aufgrund der Forderung der französischen Marine nach einem schiffsgestützten, katapultierfähigen Jagdflugzeug als Konkurrenzentwurf zur Bernard H.110, Loire 210 und Potez 453. Der Prototyp erhielt zunächst einen Neunzylinder-Sternmotor von Hispano-Suiza und absolvierte im August 1935 seinen Erstflug. Wahrscheinlich befriedigte die Antriebsleistung nicht, denn im Oktober wurde er auf ein stärkeres 14-Zylinder-Triebwerk des gleichen Herstellers umgerüstet. Schließlich kam nach offizieller Anweisung ein V-Motor Hispano-Suiza 12Ycrs zum Einsatz, mit dem das Muster 1936 getestet und in zeitgenössischen Publikationen als R.92 bezeichnet wurde, aber auch das führte zu keinem Produktionsauftrag. Stattdessen ging die Loire 210 in eine begrenzte Serie. Ein anderes Flugzeug mit Radfahrwerk soll 1938 unter dem Kürzel R.92 von einem belgischen Unternehmen für das republikanische Spanien entwickelt und als Prototyp gebaut worden sein.

## Aufbau
Die R.90 ist ein einstieliger, verspannter und gestaffelter Doppeldecker mit Schwimmwerk in Gemischtbauweise. Den Rumpf bildet eine Fachwerkkonstruktion aus geschweißtem Stahlrohr mit ovalem Querschnitt, die im vorderen Teil mit Blech beplankt und im übrigen Bereich mit Stoff bespannt ist. Das Tragwerk wird aus den zweiteiligen Ober- und Unterflügeln gleicher Spannweite, bestehend aus stoffbespannten Holzgerüsten und untereinander durch N-Stiele verbunden, gebildet. Sie befinden sich an kurzen, in den Rumpf übergehenden Stummeln und können nach hinten an den Rumpf geklappt werden. Die oberen Tragflächen sind als Knickflügel ausgebildet. Alle vier Flächen sind mit Querrudern ausgestattet und untereinander durch Stoßstangen verbunden. Das Leitwerk in Normalkonfiguration besitzt eine zu Rumpf und Seitenflosse hin verspannte Höhenflosse. Die hölzernen Schwimmer besitzen eine Stufe und sind für den Katapulteinsatz verstärkt.

## Technische Daten

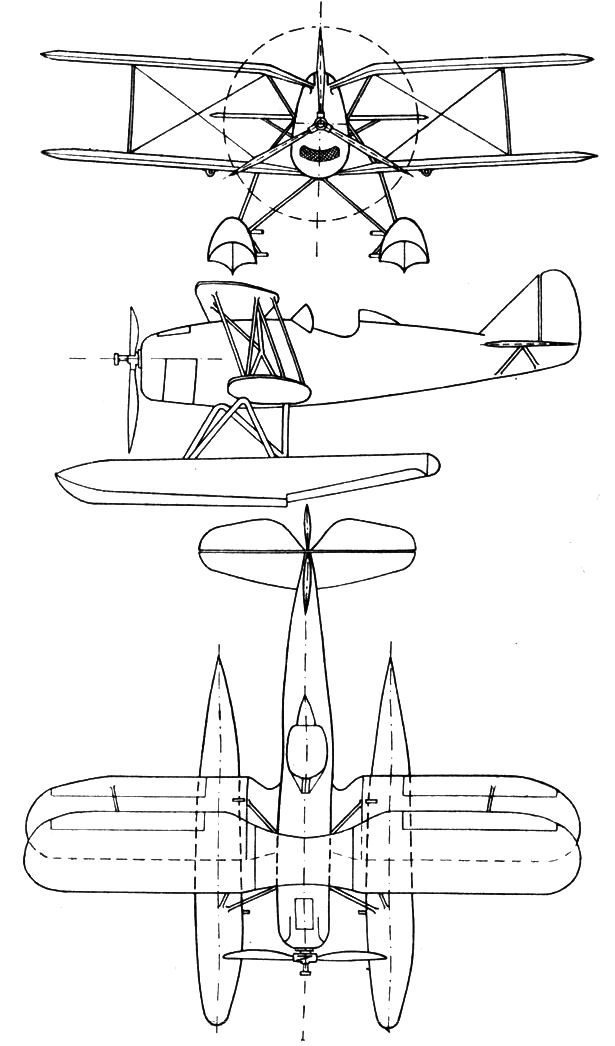
Dreiseitenansicht der R.92 mit dem Motor HS 12Ycrs-2

| Kenngröße               | Daten (R.90)                                          | Daten (R.92)                                 |
| ----------------------- | ----------------------------------------------------- | -------------------------------------------- |
| Besatzung               | 1                                                     | 1                                            |
| Länge                   | 8,64 m                                                | 8,64 m                                       |
| Spannweite              | 8,89 m                                                | 8,89 m                                       |
| Höhe                    | k. A.                                                 | k. A.                                        |
| Flügelfläche            | 21 m²                                                 | 21 m²                                        |
| Flächenbelastung        | 85,2 kg/m²                                            | 105 kg/m²                                    |
| Leistungsbelastung      | 2,5 kg/PS                                             | 2,36 kg/PS                                   |
| Flächenleistung         | 34,3 PS/m²                                            | 44,3 PS/m²                                   |
| Rüstmasse               | 1340 kg                                               | k. A.                                        |
| Nutzlast                | 450 kg                                                | k. A.                                        |
| Startmasse              | 1790 kg                                               | 2200 kg                                      |
| Antrieb                 | ein luftgekühlter Neunzylinder-Sternmotor             | ein wassergekühlter Zwölfzylinder-V-Motor    |
| Typ                     | Hispano-Suiza 9Vbs                                    | Hispano-Suiza 12Ycrs-2                       |
| Leistung                | 720 PS (530 kW)                                       | 930 PS (684 kW) in 1500 m                    |
| Höchstgeschwindigkeit   | 310 km/h                                              | 330 km/h in Bodennähe 350 km/h in 1500 m     |
| Landegeschwindigkeit    | 84 km/h                                               | 90 km/h                                      |
| Steigzeit               | 6 min auf 3500 m                                      | 6 min auf 3500 m                             |
| Gipfelhöhe              | 9400 m                                                | 8000 m                                       |
| Reichweite              | 600 km                                                | 600 km                                       |
| Bewaffnung (vorgesehen) | zwei bis vier 7,5-mm-Darne-MG, leichte Splitterbomben | zwei bis vier 7,5-mm-Darne-MG, eine 20-mm-MK |